# Pruebas de la relatividad general
No hubo pruebas observacionales fuertes para la Teoría de la relatividad general de Einstein, hasta mucho después de que esta fuera introducida en 1915. Los físicos la aceptaron porque daba una explicación consistente acerca de los adelantos en el perihelio de Mercurio, predecía la curvatura de la luz de las estrellas de fondo al pasar cerca del Sol en dirección a la Tierra, lo que se probaría con las imágenes del eclipse de Sol del 26 de mayo de 1919, (causando un desplazamiento en las posiciones observadas en coordenadas celestes de sus estrellas fuente en 1,7 segundos de arco, la cantidad predicha por la teoría) y porque fue capaz de unificar la ley de gravitación universal de Newton, con la Relatividad Especial de una manera conceptualmente simple. A pesar de la propuesta de Einstein de las tres pruebas clásicas (el ajuste de la órbita real de Mercurio a la TGR, la curvatura de la luz al pasar cerca del sol, y que la curvatura del espacio creada por la presencia de grandes masas produce lentes gravitacionales), la teoría seguía sin tener una prueba contundente hasta que se desarrolló un programa observacional de precisión que se inició en 1959, (con la propuesta teórica para la construcción de la sonda Gravity Probe B). Este programa ha probado la teoría sistemáticamente en campos gravitacionales débiles y limitando significativamente las posibles desviaciones de la teoría. Desde 1974 Hulse y Taylor han estudiado campos gravitacionales más fuertes en pulsares binarios. En estos ambientes, a escalas de sistemas solares típicos, la relatividad general ha sido probada bastante bien.
En las escalas superiores, como podría ser a escala galáctica o cosmológica, la relatividad general no ha sido sujeta aún a observaciones "de precisión". Algunos han interpretado a la materia oscura o la energía oscura como la posible causa del fracaso de la teoría de Einstein a grandes distancias, pequeñas aceleraciones, o pequeñas curvaturas. De manera similar, los fuertes campos gravitacionales alrededor de un agujero negro, y especialmente de un agujero negro súper masivo, que se piensa dan lugar a los quásares.

## Pruebas fuertes de campo: pulsares binarios

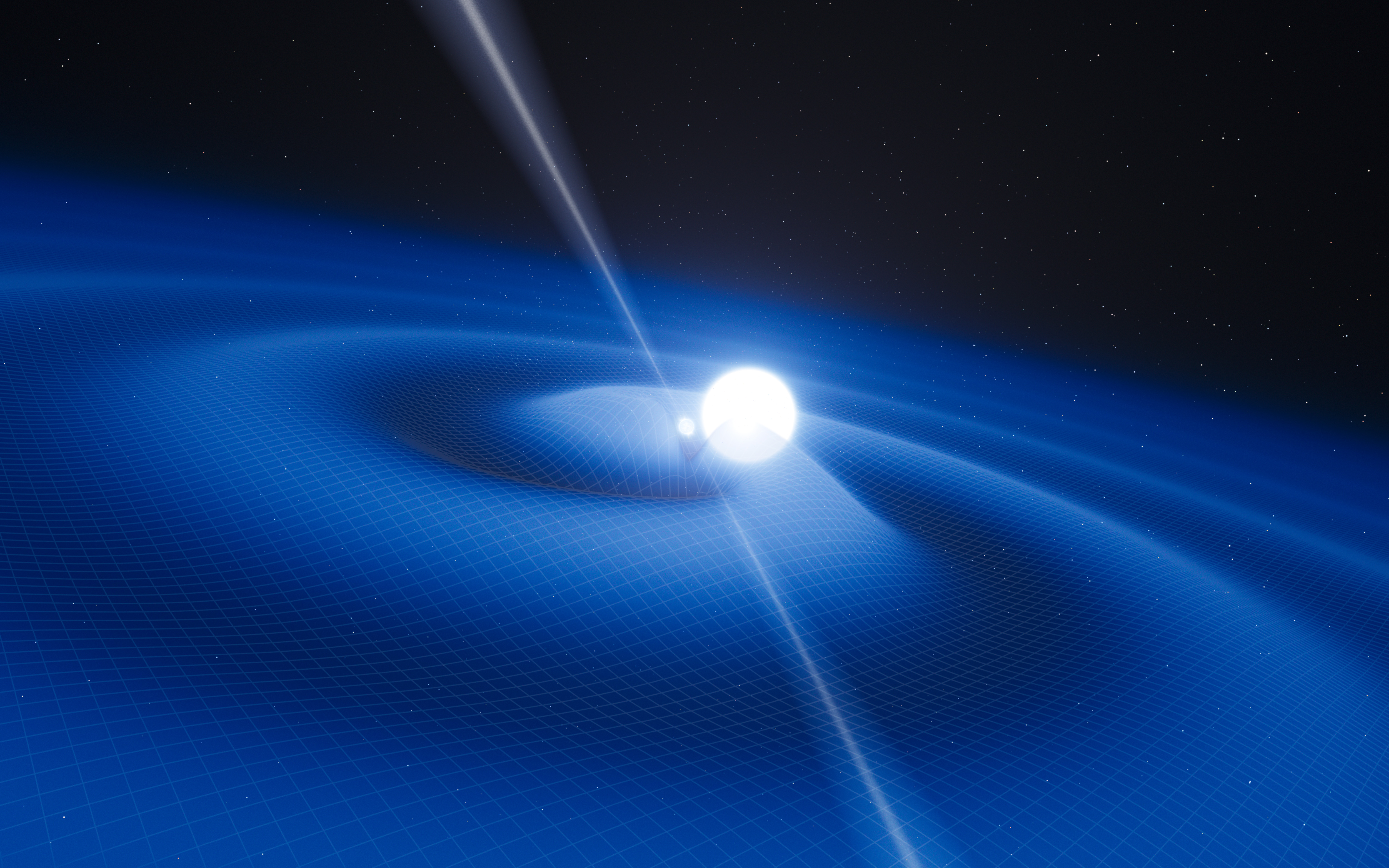
Impresión artística del pulsar PSR J0348 + 0432 y su compañera enana blanca.

Los púlsares son estrellas de neutrones que giran rápidamente y emiten pulsos regulares de radio a medida que giran. Como tales, actúan como relojes que permiten un seguimiento muy preciso de sus movimientos orbitales. Las observaciones de pulsares en órbita alrededor de otras estrellas han demostrado recesiones sustanciales de periapsis que no pueden ser explicados clásicamente pero pueden ser explicados mediante el uso de la relatividad general. Por ejemplo, el pulsar binario Hulse-Taylor (PSR B1913+16), (un par de estrellas de neutrones en el que una se detecta  como un pulsar) tiene una precesión observada de más de 4° de arco por año (órbita por turno de periastro de solo alrededor de 10−6 ). Esta precesión se ha utilizado para calcular las masas de los componentes.
De manera similar a la forma en que los átomos y moléculas emiten radiación electromagnética, una masa gravitatoria que está en una vibración tipo cuadrupolo o de orden superior, o es asimétrico y en rotación, pueden emitir ondas gravitacionales. Estas ondas gravitacionales se prevé que viajan a la velocidad de la luz. Por ejemplo, los planetas orbitan alrededor del Sol pierden constantemente energía a través de radiación gravitatoria, pero este efecto es tan pequeño que es poco probable que se observe en el futuro cercano (La Tierra irradia alrededor de 200 vatios (ver las ondas gravitacionales) de radiación gravitacional).
Las ondas gravitacionales se han detectado indirectamente en el pulsar binario Hulse-Taylor (y en otros pulsares binarios)  El tiempo preciso de los pulsos demuestra que las estrellas orbitan solo aproximadamente de acuerdo con las leyes de Kepler: con el tiempo poco a poco se mueven en espiral una hacia la otra, lo que demuestra la pérdida de energía en estrecho acuerdo con la energía predicha radiada por las ondas gravitacionales. Por el descubrimiento del primer pulsar binario y la medición de su decaimiento orbital debido a la emisión de ondas gravitacionales, Hulse y Taylor ganaron el Premio Nobel 1993 de Física .
Un "pulsar doble" descubierto en 2003, PSR J0737-3039, tiene una precesión periastro de 16.90 ° por año; a diferencia del binario Hulse-Taylor, dos estrellas de neutrones son detectados como púlsares, lo que permite una sincronización perfecta de los dos miembros del sistema. Debido a esto, la órbita apretada, el hecho de que el sistema está casi de canto, y la muy baja velocidad transversal del sistema como se ve desde la Tierra, J0737-3039 ofrece, con mucho, el mejor sistema para pruebas de campo fuerte de la relatividad general conocido hasta el momento. Se observaron varios efectos relativistas distintos, incluyendo la degradación orbital como en el sistema Hulse-Taylor. Después de observar el sistema durante dos años y medio, cuatro pruebas independientes de la relatividad general eran posibles, la más precisa (el retardo de Shapiro) confirmando la predicción de la relatividad general a un 0,05%  (sin embargo, el cambio periastro por órbita es de solo 0,0013 % de un círculo y por lo tanto no es una prueba de orden superior de la relatividad).
En 2013, un equipo internacional de astrónomos reportó nuevos datos de la observación de un sistema pulsar y enana blanca PSR J0348+0432, en la que han sido capaces de medir un cambio en el periodo orbital de 8 millonésimas de segundo por año, y confirmó predicciones de la relatividad general en un régimen extremos campos gravitacionales nunca antes probado; , pero todavía hay algunas teorías en competencia que estarían de acuerdo con estos datos .

## Corrimiento al rojo gravitacional
Nuevas observaciones durante mayo de 2018 en el infrarrojo llevadas a cabo por medio del Very Large Telescope (VLT) situado en el Observatorio Europeo Austral (ESO) en Chile, permitieron a los astrónomos observar una de las estrellas, llamada S2, que orbitan alrededor del centro galáctico de la Vía Láctea mientras pasaba por el punto más cercano (periastro) al agujero negro central (su período orbital es de 15 años). En ese punto S2 estaba a una distancia de menos de 20.000 millones de kilómetros (algo más de 4 veces la distancia de Neptuno al Sol) del agujero negro y se movía a una velocidad superior a 25 millones de kilómetros por hora, casi un 3% de la velocidad de la luz. Las mediciones del corrimiento al rojo gravitacional mostraron total acuerdo con los valores predichos por la Relatividad General, comparada con las leyes de Newton y otras teorías de la gravitación.

## Detección directa de ondas gravitatorias
Se han construido varios detectores de ondas gravitacionales con la intención de detectar directamente las ondas gravitatorias que emanan de tales eventos astronómicos como la fusión de dos estrellas de neutrones o agujeros negros. En febrero de 2016, el equipo avanzado de LIGO anunció que había detectado directamente las ondas gravitacionales de una fusión binaria estelar del agujero negro. 
La relatividad general predice las ondas gravitacionales, al igual que cualquier teoría de la gravitación que obedece a la relatividad especial y por lo tanto los cambios en el campo gravitatorio se propagan a una velocidad finita. Dado que las ondas gravitacionales pueden ser detectadas directamente,  es posible utilizarlas para aprender sobre el Universo. Esta es la astronomía de onda gravitatoria. La astronomía de ondas gravitacionales puede probar la relatividad general comprobando que las ondas observadas son de la forma predicha (por ejemplo, que solo tienen dos polarizaciones transversales) y comprobando que los agujeros negros son los objetos descritos por las soluciones de las ecuaciones de campo de Einstein. 
"Estas sorprendentes observaciones son la confirmación de un montón de trabajo teórico, incluyendo la teoría general de la relatividad de Einstein, que predice las ondas gravitacionales", dice el físico Stephen Hawking.

## Pruebas Cosmológicas
Las pruebas de relatividad general en las escalas más grandes no son tan estrictas como las pruebas del sistema solar.  La prueba más temprana fue la predicción y el descubrimiento de la expansión del universo. En 1922 Alexander Friedmann encontró que las ecuaciones de Einstein tienen soluciones no estacionarias (incluso en presencia de la constante cosmológica).En 1927, Georges Lemaître mostró que las soluciones estáticas de las ecuaciones de Einstein, que son posibles en presencia de la constante cosmológica, son inestables y, por lo tanto, el universo estático imaginado por Einstein no podría existir (debe expandirse o contraerse). Lemaître hizo una predicción explícita de que el universo debería expandirse. También derivó una relación redshift-distancia, que ahora se conoce como la Ley de Hubble-Lemaître. Más tarde, en 1931, Einstein mismo estuvo de acuerdo con los resultados de Friedmann y Lemaître. La expansión del universo descubierta por Edwin Hubble en 1929 fue considerada por muchos (y sigue siendo considerada por algunos ahora) como una confirmación directa de la relatividad general . En la década de 1930, en gran parte debido al trabajo de E. A. Milne, se realizó que la relación lineal entre el desplazamiento al rojo y la distancia deriva de la asunción general de la uniformidad y de la isotropía más bien que específicamente de la relatividad general. Sin embargo, la predicción de un universo no estático no era trivial, ni dramática, y primordialmente motivada por la relatividad general.
Algunas otras pruebas cosmológicas incluyen búsquedas de ondas gravitatorias primordiales generadas durante la inflación cósmica, que pueden ser detectadas en la polarización cósmica de fondo de microondas o por un interferómetro de ondas gravitacionales basado en el espacio llamado Big Bang Observer. Otras pruebas a alto desplazamiento al rojo son restricciones sobre otras teorías de la gravedad, y la variación de la constante gravitatoria desde la nucleosíntesis del big bang (que no varió más de 40% desde entonces)